# Hugo Campagnaro
Hugo Armando Campagnaro (Córdoba, 27 juni 1980) is een Argentijns voetballer die bij voorkeur als centrale verdediger speelt. Vanaf 2015 komt Capagnaro uit voor Pescara Calcio in de Italiaanse Serie B. Campagnaro debuteerde in 2012 in het Argentijns voetbalelftal.

## Clubcarrière
Campagnaro begon zijn profcarrière bij Club Deportivo Morón in de Argentijnse derde en tweede klasse. Hij speelde nooit op het hoogste niveau in Argentinië. In 2002 tekende hij bij het Italiaanse Piacenza, op dat moment actief in de Serie A. Na vijf seizoenen trok hij naar Sampdoria. Op 9 juli 2009 tekende hij een vierjarig contract bij SSC Napoli, dat een bedrag van 7 miljoen euro op tafel legde voor de Argentijnse verdediger. Op 9 juni 2011 raakte hij betrokken in een zwaar verkeersongeluk in zijn thuisland Argentinië. Er vielen drie doden, waaronder de mede-passagier van Campagnaro, een cipier en een vrouwelijke politieagent die in de andere wagen zaten.
Hij tekende in juli 2013 een tweejarig contract bij FC Internazionale Milano, dat hem overnam van SSC Napoli.

## Interlandcarrière
Campagnaro debuteerde op 31-jarige leeftijd als Argentijns international. Hij deed dat in de oefenwedstrijd tegen Zwitserland (1-3) op 29 februari 2012. Onder bondscoach Alejandro Sabella had hij een basisplaats.

## Erelijst
Napoli
- Coppa Italia

2012